# Seminolas negros
Seminolas negros es un término usado por los historiadores modernos para referirse a los descendientes de africanos libres y algunos esclavos fugitivos cimarrones y Gullahs que escapaban de las plantaciones costeras de arroz de Georgia y Carolina del Sur hacia los páramos de la Florida española y que ya se daba a finales de los años 1600. A principios de 1800, a menudo formaban comunidades cerca de los seminolas.
Juntos, los dos grupos formaron una alianza multiétnica y birracial. Hoy, los descendientes seminolas negros viven en Florida, comunidades rurales en Oklahoma y Texas, en las Bahamas y norte de México. En el siglo XIX, a los seminolas negros de Florida, empezaron a llamarlos “seminolas negros por sus enemigos americanos, y Estelusti (gente negra) por sus aliados indios. Los actuales seminolas negros son conocidos como “seminolas libertos” en Oklahoma, “seminolas exploradores” en Texas, “Indios negros” en las Bahamas y “Mascogos” en México.

## Origen
En el siglo XVIII en la Florida española, los seminolas negros eran un grupo per se, ya que los esclavos fugitivos eran acogidos por el gobierno español bajo la condición de ser soldados y defender el territorio de los ataques ingleses.
España dio tierras a los Indios Creek. Con el tiempo a los Creek se les unieron otros grupos de Indios Americanos, como los Mikasuki y los Apalachicola y comunidades ya formadas. Hacia 1822 habían formado una nueva nación y tomaron el nombre de seminola.
La estrategia española para defender Florida estaba basada, al principio, organizando a los indios en un sistema de misión que servían como milicia para proteger a la colonia de incursiones inglesas por el norte. Pero una combinación de incursiones de colonos de Carolina del Sur y nuevas enfermedades europeas a las cuales los indios no estaban inmunizados diezmó la población natal de Florida. Después de que los indios locales habían muerto casi todos, las autoridades españolas animaron a los indios renegados y esclavos fugitivos de las colonias Norteamericanas de Inglaterra a inmigrar al sur. Los españoles esperaban que estos enemigos de los ingleses fueran una barrera eficaz en la retención de la expansión inglesa.
Ya a principios de 1689, los esclavos africanos huían de la Carolina del Sur a la Florida española buscando la libertad.  Bajo un edicto del Rey Carlos II de España en 1693, los fugitivos negros recibieron la libertad a cambio de la defensa de los colonos españoles en San Agustín, Florida. Los españoles organizaron a los voluntarios negros en una milicia; se establecieron en el Fuerte Mosé, fundado en 1738, constituyendo la primera ciudad negra libre legalmente aprobada en Norteamérica.
No todos los esclavos que huían hacia el sur se enrolaron en el servicio militar en San Agustín. Es probable que muchos esclavos fugitivos buscaran refugio en áreas vírgenes de Florida del Norte donde su conocimiento sobre agricultura tropical y su resistencia a las enfermedades tropicales les iba mejor. La mayor parte de los negros que exploraron Florida eran gente Gullah que se escapó de las plantaciones de arroz en Carolina del Sur (y, posteriormente, Georgia). Como Gullahs, la mayor parte habían conservado su lengua, cultura y estructura social africanas. Estos pioneros Gullah construyeron sus propios asentamientos basados en la agricultura del maíz y el arroz. Eran aliados de los indios que escapaban a la Florida por aquel tiempo. Florida había sido un refugio para esclavos fugitivos durante al menos setenta años cuando llegó la Revolución estadounidense.
Una nueva oleada de negros que buscaban libertad alcanzó la Florida durante la Revolución estadounidense (1775–83). Varios miles de esclavos americanos consintieron luchar junto a los ingleses a cambio de la libertad y fueron llamados Leales negros (Florida estuvo bajo el control británico durante todo el conflicto). Durante la Revolución, los indios seminola también se aliaron con los ingleses, aumentando así el contacto entre africanos y seminolas. Ambas comunidades se encontraron otra vez bajo el bando inglés contra los Estados Unidos durante la Guerra de 1812, afianzando lazos y ganándose la ira del héroe de guerra americano, el General Andrew Jackson.
Cuando africanos y seminolas comenzaron a relacionarse al principio, los Indios Americanos también acababan de llegar a Florida. Su comunidad evolucionó durante el final del siglo XVIII y principios del XIX cuando oleadas de Creeks dejaron la actual Georgia y Alabama. Cuando el naturalista americano William Bartram los visitó en 1773, los seminolas tenían su propio nombre tribal, que derivaba de "cimarrón", la palabra española para fugitivo, lo que conllevó el punto de ruptura de la tribu de los Creeks. "Cimarrón" era también el origen de la palabra inglesa Maroon, usada para describir a las comunidades de esclavos fugitivos de Florida, el Caribe y otras partes del Nuevo Mundo.

## Cultura

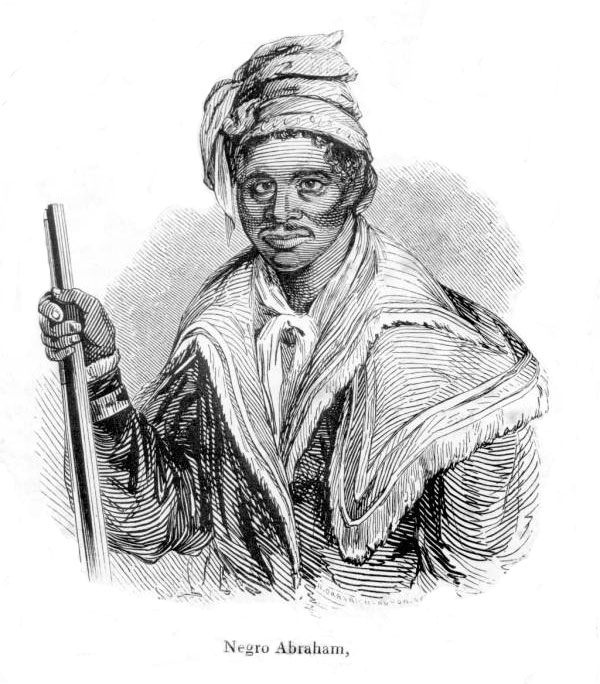
Abraham, un líder seminola negro, de los grabados de N. Orr publicado en 1848 en The Origin, Progress, and Conclusion of the Florida War by John T. Sprague.

La cultura seminola negra que tomó forma después de 1800 era una mezcla dinámica de africano, americano indígena, español y tradiciones de esclavos. En la tradición de los Indios Americanos, los cimarrones negros vestían como los seminolas; koonti compreso, una raíz local; y hacían sofkee, una pasta creada triturando maíz con un mortero.
Viviendo separados de los Indios Americanos, sin embargo, los cimarrones desarrollaron su propia y única cultura Afroamericana. Los seminolas negros se inclinaron hacia una forma de cristianismo sincrético  heredado de sus vidas en las plantaciones. Ciertas prácticas culturales, como el salto de la escoba para celebrar el matrimonio, proceden de las plantaciones; otras costumbres, como los nombres usados para las ciudades de los negros, claramente se referían a África.
La lengua mostró la cultura inequívoca de los seminolas negros. El criollo afroseminola estuvo fuertemente relacionado con los Gullah, el dialecto de Islas del Mar a lo largo de la costa de Georgia y Carolina. Como el Gullah, el afro-seminola era una lengua criolla que incorporó palabras de español, inglés y lengua de Creek, así como Lenguas bantúes y otras lenguas africanas.

## Relaciones afro-seminolas
A principios del siglo XIX, los cimarrones (negros libres y esclavos fugitivos) y los seminolas tenían un contacto regular entre ellos en Florida, donde desarrollaron un sistema de relaciones únicas entre los Pueblos nativos de los Estados Unidos y negros. A cambio de pagar un tributo anual por ganado y cosechas, los presos negros o los esclavos encontraron un santuario entre los seminolas. Estos, por su parte, adquirieron a un aliado estratégico importante en una región escasamente poblada.
Típicamente, muchos o la mayor parte de miembros de las comunidades seminolas negras no fueron identificados como esclavos de jefes indígenas individuales. Los seminolas negros no eran esclavos de los seminolas. Los seminolas negros vivían en sus propias comunidades independientes, elegían a sus propios líderes y podían acumular riquezas en forma de ganado y cosechas. Lo más importante, es que llevaban armas para defensa propia. Los archivos de bienes inmuebles de Florida muestran que los seminolas y seminolas negros poseyeron grandes cantidades de tierra en Florida. En algunos casos, una parte de aquella tierra de Florida todavía está en manos de seminolas y descendientes seminolas negros en Florida.

En condiciones comparativamente libres, los seminolas negros prosperaron. El Teniente de Ejército estadounidense George McCall registró sus impresiones de una comunidad seminola negra en 1826: 
 Encontramos estos negros en posesión de grandes campos de las mejores tierras, produciendo grandes cosechas de maíz, alubias, melones, calabazas, y otras verduras suculentas. Vi, mientras cabalgaba a lo largo de las fronteras de los estanques, cultivos de arroz fino; en el pueblo los pesebres estaban llenos de maíz, mientras las casas eran más grandes y más cómodas que aquellas de los mismos indios.
Un censo de 1822 estimó que 800 negros vivían con los seminolas, constituyendo con diferencia la comunidad cimarrón más grande en la historia Norteamericana. Los asentamientos de los seminolas negros estaban en general muy militarizados, lo que no era normalmente ni por asomo la condición de la mayor parte de los esclavos del sur de Norteamérica. La naturaleza militar de la relación africano-seminola condujo al General Edmund Pendleton Gaines, que visitó varios florecientes asentamientos de seminolas negros en los años 1820, a describir a los americanos africanos como "vasallos y aliados" de los seminolas.
En términos de espiritualidad, ambos grupos étnicos permanecieron diferenciados. Los indios siguieron los principios de innatismo de su Gran Espíritu. Los negros tenían una forma sincrética del cristianismo heredado de las plantaciones. En general, los negros nunca adoptaron totalmente la cultura y creencias seminolas, y tampoco fueron aceptados en la sociedad indígena. Los indios nunca consideraron a sus aliados negros como "seminolas".

## Negros en las Guerras Seminolas
Ya al tiempo de la Revolución, la existencia de comunidades negras armadas en Florida era una de las preocupaciones principales de los dueños americanos de esclavos. Los grandes dueños de esclavos querían que se les devolvieran los fugitivos negros de Florida conforme al Tratado de Nueva York (1790), el primer tratado ratificado después de la adopción de la Constitución de los Estados Unidos de América. El general Andrew Jackson quiso desvertebrar las comunidades de cimarrones de Florida en 1816 y atacó el Fuerte Negro, una fortaleza seminola negra. La ruptura de las comunidades cimarrones era uno de los objetivos principales de Jackson en las Primeras y siguientes Guerras Seminolas (1817–18).

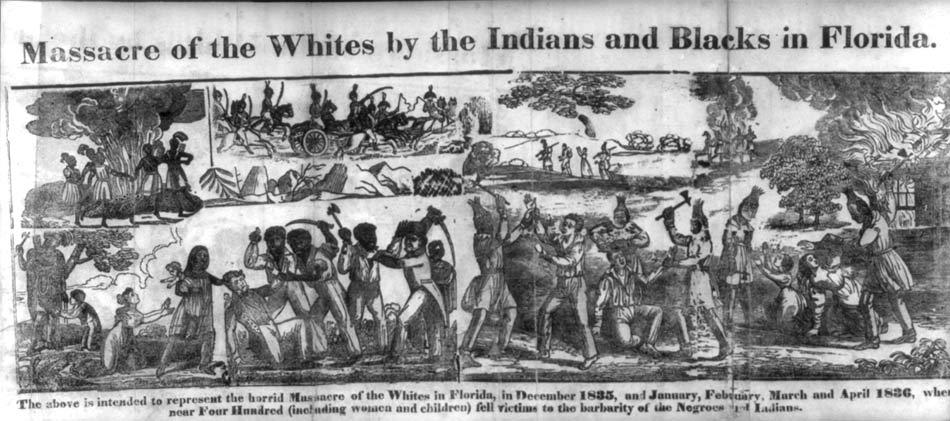
Masacre de los Blancos por los indios y negros en Florida, grabado de D.F. Blanchard en 1836 según los acontecimientos de la segunda Guerra Seminola (1835–42).

La Segunda Guerra Seminola (1835–42) marcó el máximo de la tensión entre los Estados Unidos y los seminolas negros y también el pico histórico de la alianza afro-seminola. Bajo la política de la Remoción India, los Estados Unidos quisieron trasladar al Territorio Indio occidental los 4,000 seminolas y una parte de sus 800 aliados seminolas negros. Durante el año anterior a la guerra, distinguidos ciudadanos blancos reclamaron al menos a 100 seminolas negros como esclavos fugitivos.
Temiendo la tentativa de esclavizar de nuevo a los 100 y esperando intentos de esclavizar de nuevo a más miembros de su comunidad, los seminolas negros se opusieron al traslado. En consejos antes de la guerra, dieron su apoyo a la facción más militar de los seminolas, liderada por Osceola. Después de estallar la guerra, líderes negros como John Caesar, Abraham, y John Horse desempeñaron papeles fundamentales. Además de ayudar a los indios en su lucha, los seminolas negros confabularon en la rebelión de al menos 385 esclavos de las plantaciones en el comienzo de la guerra. Los esclavos se unieron a los indios y cimarrones en la destrucción de 21 plantaciones de azúcar desde el 25 de diciembre de 1835 hasta el verano 1836. Algunos eruditos han descrito ésta como la rebelión de esclavos más grande en la historia estadounidense.
Hacia 1838, el General estadounidense Thomas Sydney Jesup consiguió dividir a los guerreros negros y seminolas ofreciendo seguridad y promesas de la libertad a los negros. Su actuación fue la única emancipación otorgada por el gobierno a los americanos africanos antes de la Proclamación de Emancipación del Presidente Abraham Lincoln en 1863.

## Seminolas negros en el oeste
Después de 1838, más de 500 seminolas negros se fueron con miles de seminolas al Territorio indio en la actual Oklahoma. A causa de las duras condiciones, muchos seminolas y seminolas negros murieron a lo largo del camino de Florida a Oklahoma, lo que se conoció como el Sendero de lágrimas.
A pesar de las promesas del Ejército estadounidense de libertad por su ayuda, sin embargo, en el Oeste los seminolas negros todavía eran amenazados por los rastreadores de esclavos. Estos incluían miembros a favor de la esclavitud como los Creek y algunos antiguos aliados seminolas, cuya lealtad a los negros disminuyó después de la guerra. Los oficiales del ejército federal pudieron haber tratado de proteger los seminolas negros, pero en 1848 el ministro de Justicia Estadounidense se sometió a grupos de presión a favor de la esclavitud y ordenó que el ejército los desarmara. Esto dejó a cientos de seminolas y seminolas negros incapaces de abandonar el asentamiento, ni defenderse contra los negreros.
Afrontando la esclavitud, un líder seminola negro llamado John Horse, junto con aproximadamente 100 más, organizaron una fuga masiva en 1849 de la “Prisión india” hacia México, donde la esclavitud había sido abolida hacía 20 años. Los fugitivos negros se fugaron hacia la libertad en julio de 1850. Cabalgaron junto con una facción tradicionalista de seminolas a las órdenes del jefe indio Coacochee. El gobierno mexicano dio la bienvenida a los aliados de los seminolas como guardias de frontera.
Durante los 20 años siguientes, los seminolas negros sirvieron como milicianos y combatientes indios en México, donde se les conoció como "los mascogos". Los negreros de Texas siguieron amenazando a la comunidad, pero las armas y los refuerzos del Ejército mexicano permitieron a los guerreros negros defenderse.
A lo largo del período, varios cientos de seminolas negros permanecieron en el Territorio indio de Oklahoma. Después de la Guerra Civil, los Estados Unidos hicieron un tratado con los seminolas y otras Cinco Tribus Civilizadas que les pedían su emancipación de esclavos y la extensión de derechos de ciudadanía en las tribus. En Oklahoma, los seminolas negros se conocían como seminolas libertos. Vivían -sus descendientes todavía están allí- alrededor de Wewoka, Oklahoma, la comunidad fundada por John Horse como asentamiento negro en 1849. Hoy es el hograr de la Nación seminola de Oklahoma.
En 1870, el Ejército estadounidense invitó a los seminolas negros a volver de México para servir como exploradores indios del ejército de los Estados Unidos, los cuales jugaron un papel primordial en las Guerras Indias de Texas de aquellos años. Los exploradores se hicieron famosos por sus capacidades de rastreo y resistencia. Concedieron a cuatro hombres la Medalla de Honor del Congreso. Sirvieron como exploradores adelantados a las órdenes de los oficiales blancos y las unidades negras conocidas como los Soldados Búfalo, con quienes trabajaron estrechamente. Cuando terminaron las Guerras indias de Texas, los exploradores permanecieron en el Fuerte Clark en Brackettville, Texas, hasta que el ejército los disolviera en 1914. Los exploradores y sus familias fueron enterrados en su propio cementerio. La ciudad es el centro espiritual de los seminolas negros asentados en Texas.

La comunidad seminola negra de Nacimiento, Coahuila, habita las tierras adyacentes a la tribu Kikapú. Los descendientes de otra comunidad seminola negra residen a medio continente más allá, en Andros en las Bahamas. Refugiados de las guerras de Florida del siglo XIX fueron allí para encontrar el santuario de la esclavitud americana. Algunos descendientes de seminolas negros que no emigraron viven hoy en Florida. En su mayor parte, estos seminolas negros no son miembros de la Tribu seminola de Florida, pero son reconocidos por la Nación de soberana Mikasuki Seminole.
En los años 1990 y a principios de 2000, los seminolas libertos de Oklahoma aparecieron en las noticias nacionales debido a una disputa legal con la Nación Seminola de Oklahoma sobre su afiliación y derechos dentro de la tribu. Los libertos trataban de ganar el acceso a servicios proporcionados por una asignación de 56 millones de dólares, una sentencia judicial concedida a la Nación seminola debido a la tierra tomada de ellos en su retiro de Florida. La sentencia, basada en la tribu tal como estaba en 1823 cuando los seminolas negros no tenían derechos de ciudadanía, excluía a los seminolas libertos de las ventajas. En la disputa sobre la ciudadanía, la controversia también se levantó sobre la decisión de la tribu en 2000 de excluir a aquellos que no tenía un antepasado indio en los Rollos de Dawes. Aunque los seminolas libertos recurrieron contra la nación, no tuvieron éxito en los tribunales. En junio de 2004, la Corte Suprema Estadounidense rechazó permitir que los seminolas libertos demandaran al gobierno federal para que los incluyera en la asignación a menos que pudieran obtener el consentimiento seminola nacional.